# Oukitel

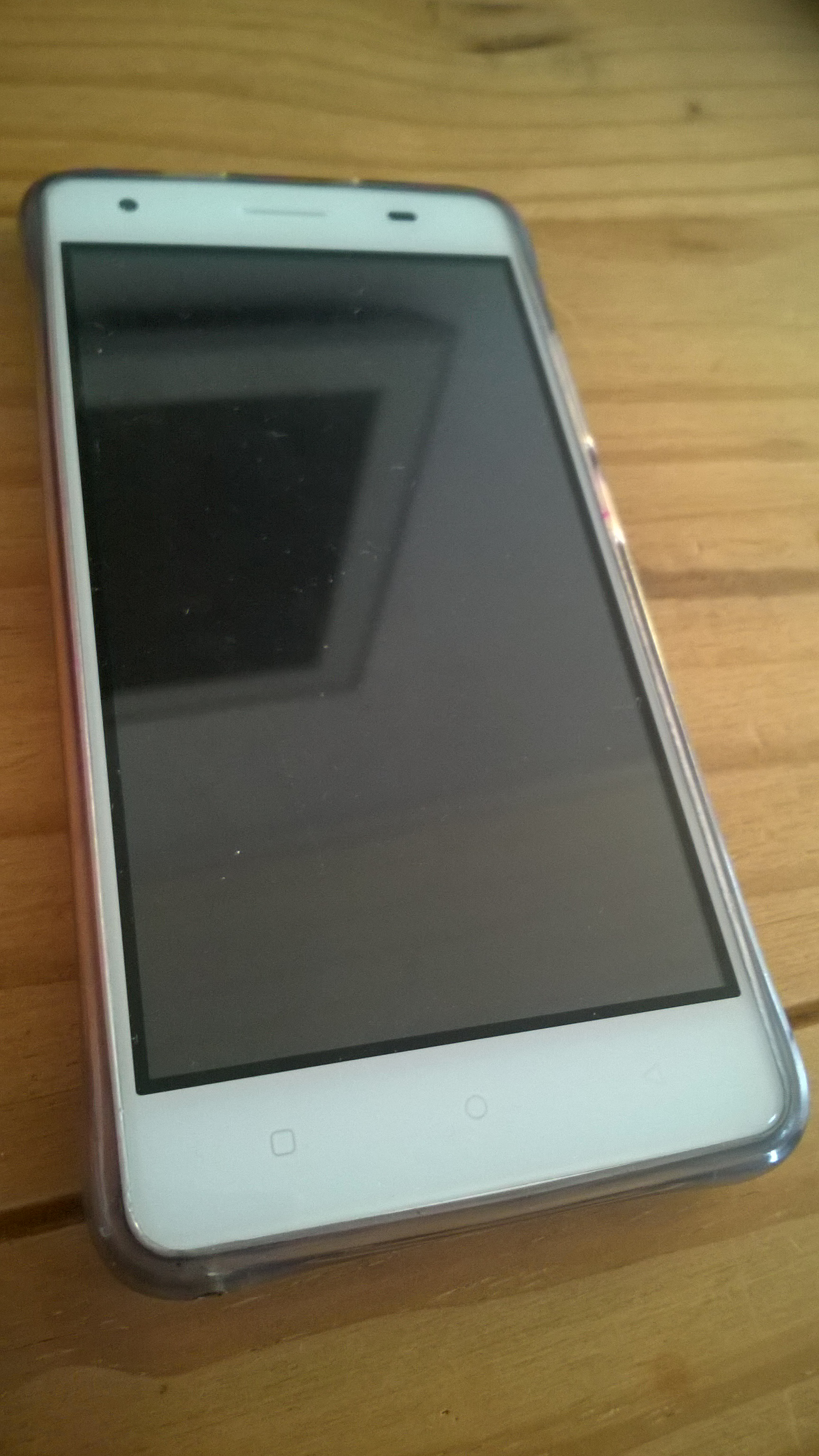
Oukitel C5 Pro

Oukitel, pełna nazwa Shenzhen Yunji Intelligent Technology Co., Ltd. (chiń. 深圳云基智能科技有限公司) – chiński producent urządzeń mobilnych (telefonów komórkowych i tabletów). Marka została założona w 2007 roku, a siedziba przedsiębiorstwa mieści się w Shenzhen (prowincja Guangdong).
Oferta przedsiębiorstwa obejmuje wytrzymałe telefony komórkowe i tablety (przystosowane do trudnych warunków użytkownika), z bateriami o dużej pojemności oraz klasyczne urządzenia mobilne, zwłaszcza produkty klasy niższej. Pod marką Oukitel są oferowane również stacje zasilania. W 2020 r. produkty Oukitel oficjalnie weszły do polskiej dystrybucji.